# Кутирел
Кутирел (фр. Couturelle) насеље је и општина у североисточној Француској у региону Север-Па д Кале, у департману Па де Кале која припада префектури Арас.
По подацима из 2011. године у општини је живело 100 становника, а густина насељености је износила 47,62 становника/km². Општина се простире на површини од 2,1 km². Налази се на средњој надморској висини од 159 метара (максималној 171 m, а минималној 130 m).

## Демографија
| 1962. | 1968. | 1975. | 1982. | 1990. | 1999. | 2011. |
| ----- | ----- | ----- | ----- | ----- | ----- | ----- |
| 122   | 126   | 108   | 102   | 106   | 87    | 100   |

График промене броја становника у току последњих година